# Геология России

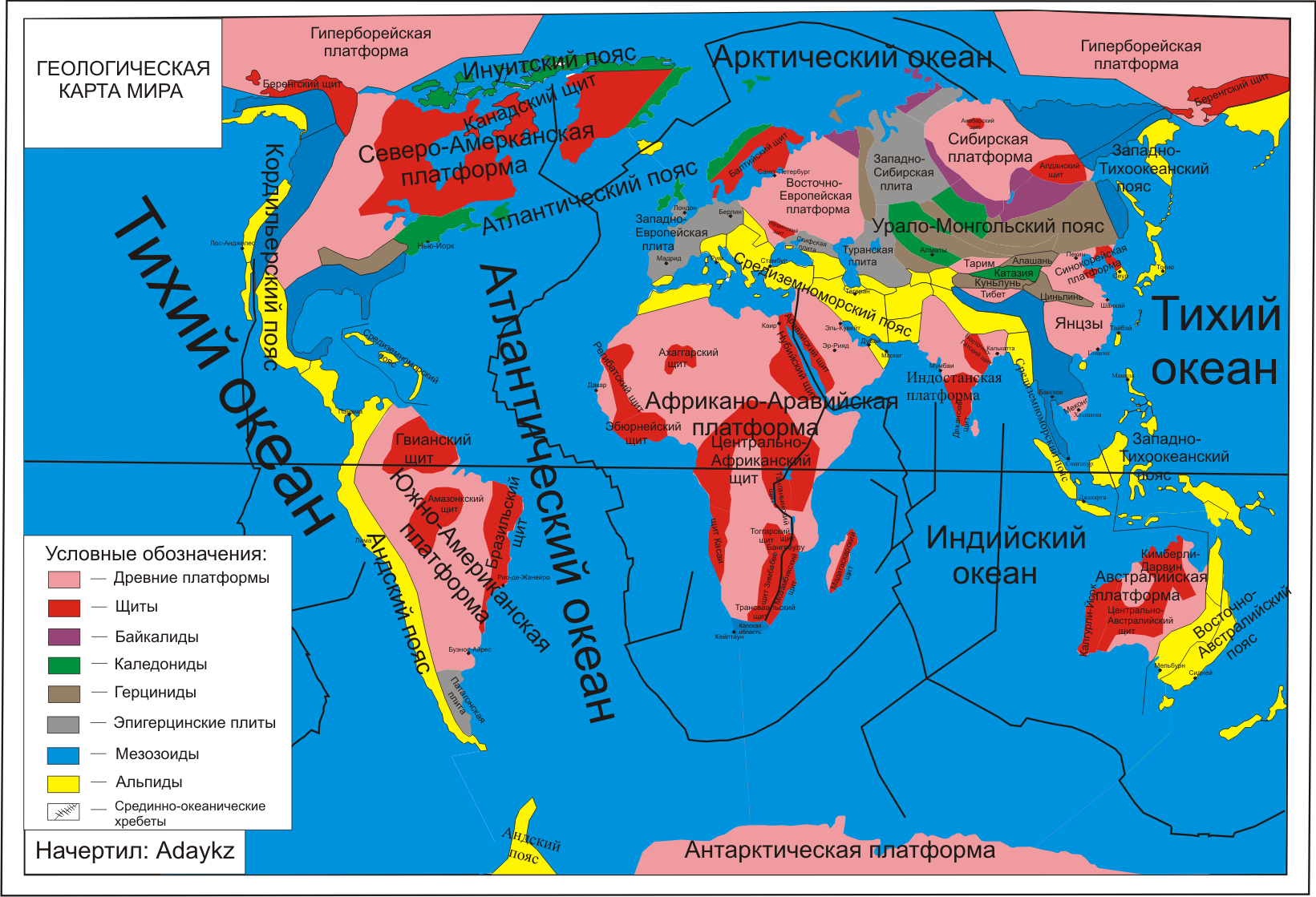
Геологическая карта мира.

Геология России — геологическое строение территории Российской Федерации.

## Тектоническое районирование
В пределах России различают платформы и складчатые области.
Европейская часть России расположена на Восточно-Европейской платформе. В основе платформы залегают магматические и метаморфические породы докембрия. Территория между Уральскими горами и р. Енисей занята молодой Западно-Сибирской платформой. Восточнее Енисея находится древняя Сибирская платформа, простирающаяся до р. Лены и соответствующая в основном Средне-Сибирскому плоскогорью. В краевых частях платформ имеются залежи нефти, природного газа, угля. К складчатым областям России принадлежат Урало-Монгольский эпипалеозойский складчатый пояс, северо-западная часть Тихоокеанского складчатого пояса и небольшой отрезок внешней зоны Средиземноморского складчатого пояса. Самые высокие горы — Кавказ — приурочены к более молодым складчатым областям. В складчатых областях находятся основные запасы металлических руд.

### Платформы

#### Восточно-Европейская платформа

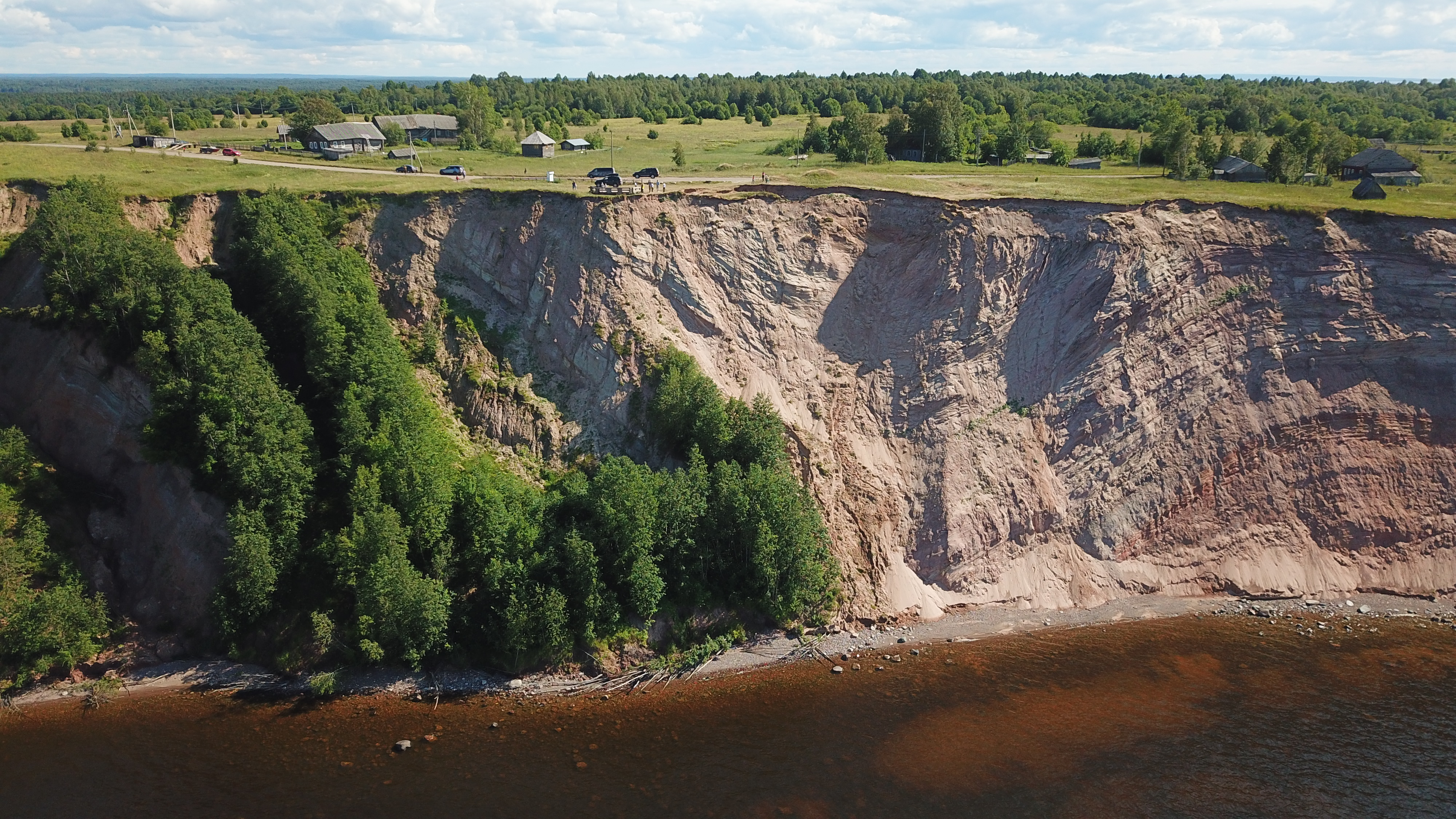
Андома-гора, геологический памятник на побережье Онежского озера, в 30 км от города Вытегра.

Фундамент Восточно-Европейской платформы представлен метаморфическими горными породами нижнего и верхнего архея и местами нижнего протерозоя, прорванными гранитоидными интрузивами. Чехол образован отложениями рифея, венда и фанерозоя. Основные структуры платформы: Балтийский щит (его восточная часть) и Русская плита, в рамках которой выделяют Воронежскую и Волго-Уральскую антеклизы, Московскую и Мезенскую синеклизы. Фундамент платформы рассекается рифейскими авлакогенами — Пачелмским, Серноводско-Абдулинским, Казанско-Сергиевским, Кировским, Среднерусским, Московским, Кандалакшским, Керецко-Лешуконским и другими. Внутреннее строение фундамента характеризуется наличием крупных блоков архейских пород и узких поясов, состоящих из толщ нижнего протерозоя. На рубеже раннего протерозоя и рифея в западных районах Русской плиты состоялось внедрение гранитов рапакиви. С нижнепротерозойскими толщами связаны крупнейшие месторождения железных руд КМА, а также медно — никелевых руд на Кольском полуострове (Печенга). Платформенный чехол делится на 2 части: нижнюю, образованную горными породами рифея и нижнего венда; верхнюю, сложенную верхним вендом — кайнозоем, образующим синеклизы и антеклизы. Трапповый магматизм проявлялся на Русской плите в рифее, венде и девоне. Щелочные интрузии среднего палеозоя известны на Кольском полуострове, с ними связаны большие залежи апатитовых руд. К платформенному чехлу приурочены также месторождения каменного угля, горючих сланцев, нефти и газа, бокситов.

#### Сибирская платформа

Образцы руды месторождения Сухой Лог.

Сибирская платформа имеет эпиархейский возраст. В рамках платформы выделяются Алданский щит и Лено-Енисейская плита, среди главных структурных элементов которой — Алданская и Анабарская антеклизы, Тунгусская и Вилюйская синеклизы, Ангаро-Ленский прогиб, Лено-Анабарский, Ангаро-Вилюйский и Енисей-Хатангский прогиб, Оленекское, Турухан-Норильское и Пеледуйское поднятия, Нюйская, Березовская, Иркутская, Канская, Линденская, Усть-Алданская, Чульманская, Токкинская впадины. Фундамент платформы рассекается рифейскими авлакогенами — Иркиниивским, Уринским, Уджинским, Кютюнгдинским, Котуйканским и Мархинским, а также девонским Патомско-Вилюйским авлакогеном по оси Вилюйской синеклизы. Фундамент платформы сложен преимущественно архейскими глубоко-метаморфизированными породами, перекрытыми нижне-протерозойскими терригенными отложениями Удоканской серии (протоплатформний чехол), с которой связано большое месторождение меди. Верхний слой делится на ряд комплексов, отличающихся друг от друга составом пород и структурным планом. В Сибирской платформе проявляется ультраосновный щелочной, гранитоидный щелочной и трапповый магматизм рифея — раннего кембрия, среднего палеозоя, позднего палеозоя — раннего мезозоя и позднего мезозоя. Особое место в структуре Сибирской платформы занимает Тунгусская синеклиза. С чехлом Сибирской платформы связаны крупнейшие в РФ залежи каменного угля, каменных и калийных солей, нефти и газа; с трапповыми интрузиями — медно-никелевые месторождения Норильска, а с кимберлитовой трубкой — алмазы.

### Складчатые пояса

#### Урало-Монгольский складчатый пояс

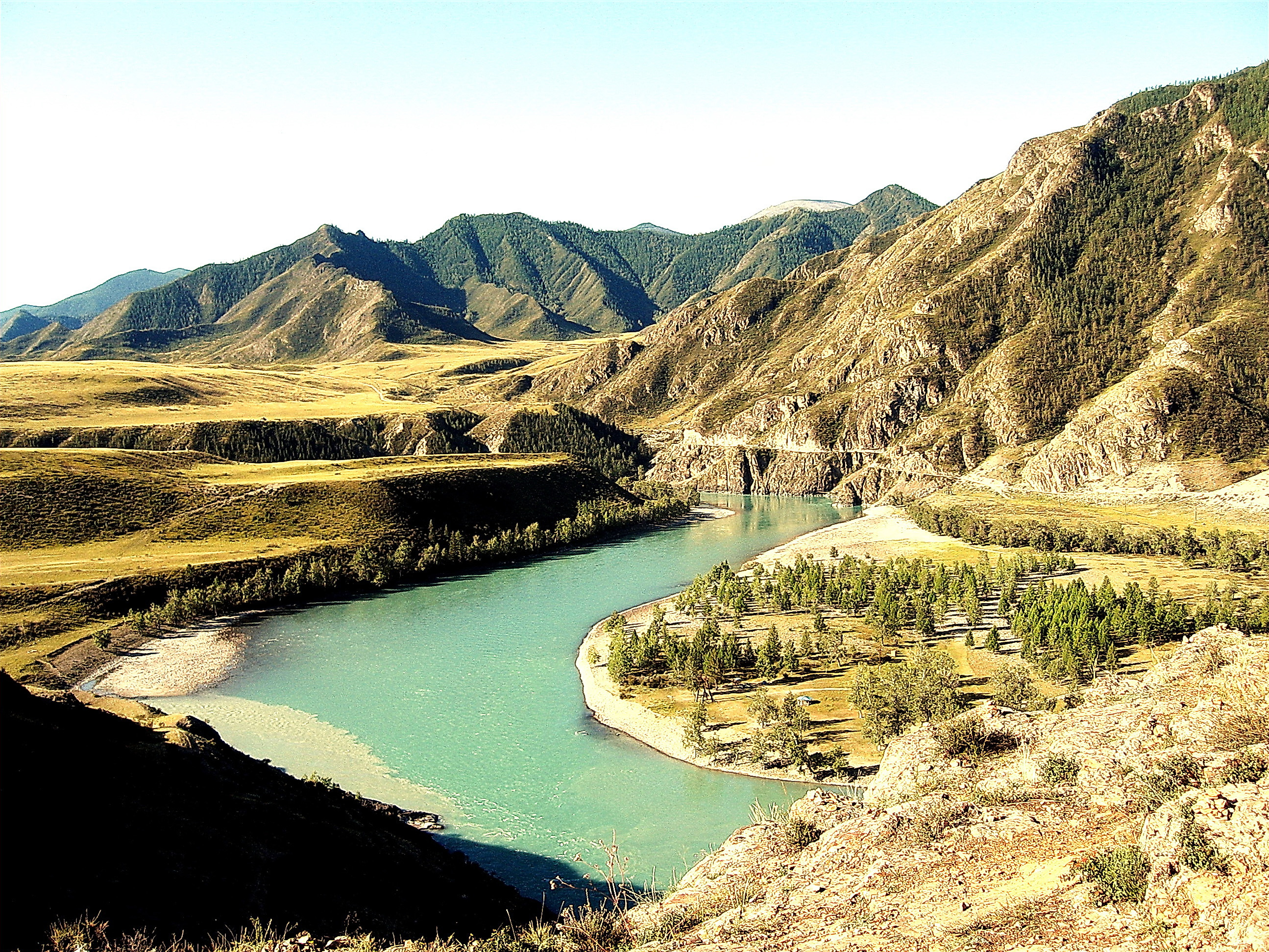
Дилювиальные террасы, Алтай.

В строении Урало-монгольского эпипалеозойского складчатого пояса, разделяющего 2 древние платформы, выделяются области рифейской, байкальской, салаирской, каледонской и герцинской складчатости. Енисей-Саяно-Байкальская область рифейской и байкальской складчатости обрамляет Сибирскую платформу. К ней относятся Енисейский кряж, большая (северо-восточная) часть Восточных Саян, Хамар-Дабан и все Западное Забайкалье до Ничатского разлома на востоке и Главного Монголо-Охотского разлома на юге. Тимано-Печорская плита обрамляет Восточно-Европейскую платформу с северо-востока. В её составе выделяются Тимано-Канинское поднятие и Печорская синеклиза, которая делится Печоро-Кожвинским, Колвинским и Сорокина валами на Ижма-Печерскую, Денисовскую и Хорейверскую впадины. С палеозойскими отложениями плиты связаны крупные месторождения нефти и газа. Восточно-Саянская — Кузнецкая складчатая система состоит из Кизирской зоны, Кузнецкого Алатау и Горной Шории, разделенных докембрийским Хакасским массивом, на который наложена в девоне Минусинская впадина. На юго-востоке системы находится Тувинский массив рифейской консолидации, с наложенным на него Салаирским Харальским прогибом. Западно-Саянская — Горная Алтайская (см. Алтай) каледонская складчатая система сложена вулканогенно-осадочными толщами верхнего рифея-венда и кембрия. К салаиридам и каледонидам приурочены месторождения руд железа в Горной Шории, талька и асбеста, пластовые залежи фосфоритов, месторождения руд молибдена и вольфрама. Зайсан-Гобийская герцинская складчатая область занимает осевое положение в Урало-Монгольском поясе и состоит из Том-Колыванской, Салаирской, Ануйско-Чуйской, Рудноалтайской и Западно-Калбинской систем. Геосинклинальный комплекс главным образом представлен девонскими и нижне каменноугольными образованиями. Уральская герцинская складчатая система тянется в меридиональном направлении на 2500 км. Вдоль границы с Восточно-Европейской платформой располагается Предуральский краевой прогиб, заполненный пермскими толщами с месторождениями каменного угля на севере и калийных солей в средней части прогиба (см. Урал).

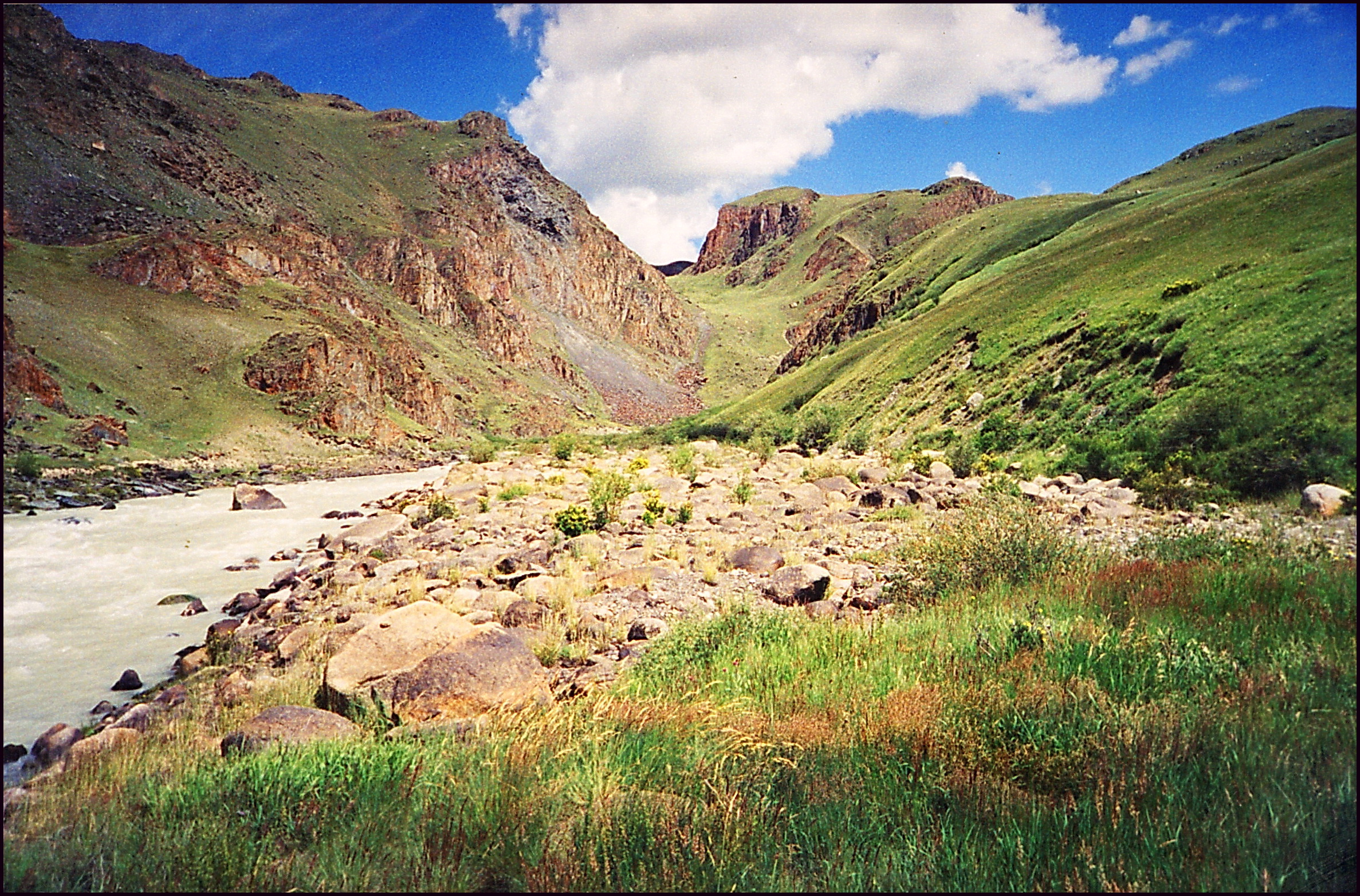
Спиллвей, по которому сбрасывалось ледниково-подпрудной озеро из Бертекской котловины (плоскогорье Укок) в долину р. Джасатер. На переднем плане — р. Ак-Алаха.

Западно-Сибирская плита имеет гетерогенный фундамент, сложенный герцинскими, каледонскими, салаирскими, байкальскими и добайкальскими комплексами пород. Месторождения нефти в положительных структурах чехла связаны с песчаниками юры и нижнего мела, в то время как газовые месторождения сосредоточены в отложениях сеноманского и кампанского ярусов. К палеогеновым породам Зауралья приурочены месторождения марганца. К юго-востоку от Сибирской платформы располагается Монголо-Охотская складчатая область, отделенная от более древних северных регионов большим тектоническим швом — Главным Монголо-Охотским глубинным разломом. В составе области выделяются 3 сектора: Восточно-Забайкальский, Верхне-Амурский и Приохотский. С Монголо-Охотской областью связаны месторождения руд полиметаллов, олова, вольфрама и молибдена, мышьяка, сурьмы и других ископаемых.
Южнее находится Буреинский массив, на котором выделяются Зея-Буреинская впадина и Буреинский прогиб, заполненные континентальными отложениями юры, мела и палеогена. Среди рифейских толщ массива находится большое железорудное месторождение (джеспилиты).

#### Средиземноморский складчатый пояс
Средиземноморский складчатый пояс заходит на территорию РФ своей внешней частью (Скифская плита, северный склон и западная часть Большого Кавказа). С зоной Передового хребта связаны месторождения медно-колчеданных и молибден-вольфрамовых руд, а с Передкавказскими краевыми прогибами — залежи нефти и газа.

#### Тихоокеанский складчатый пояс
Тихоокеанский складчатый пояс на территории РФ представлен крайней северо-западной частью, в пределах которой расположены древние дорифейские массивы, области мезозойской и кайнозойской складчатости и современные тектонически активные зоны. На северо-востоке находится Верхояно-Чукотская складчатая область с Охотским, Омолонским, Чукотским и Колымских древними срединными массивами. В рамках этой области выделяются Верхояно-Колымская система, возникшая в основном на архейской континентальной коре, и Новосибирск-Чукотская. Эти системы разделяются Святоноско-Олойским меловым вулканическим поясом. В Верхояно-Чукотской области известны месторождения золота, связанные с юрскими и нижнемеловых гранитными интрузиями, а также олова, вольфрама и ртути. Большие залежи каменного угля заключены в молассах Предверхоянского прогиба и Зырянской впадины.

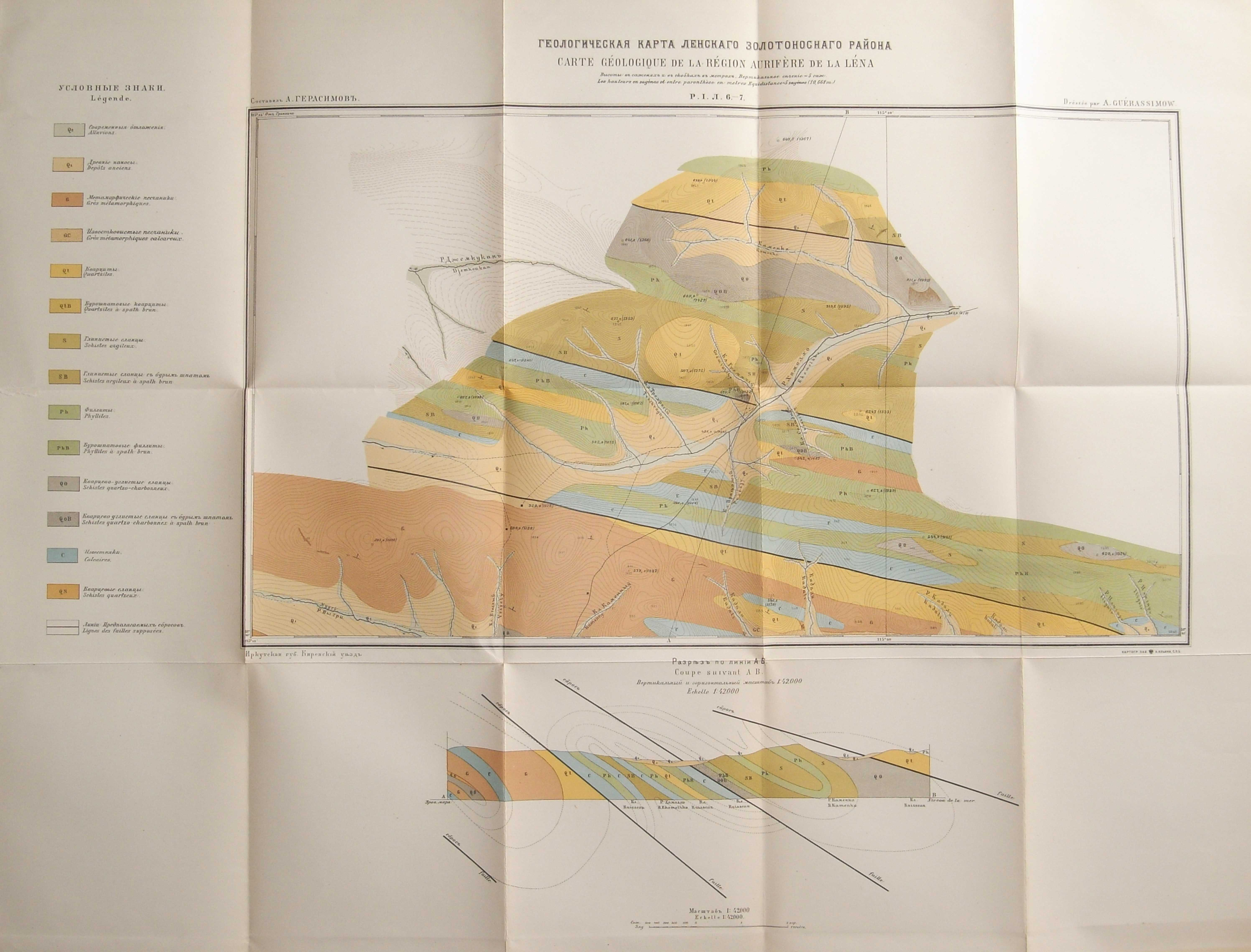
Геологическая карта Ленского золотоносного района (А. Герасимов, 1910 г.).

Сихотэ-Алиньская складчатая система ограничена Буреинским и Ханкайским массивами и состоит из нескольких субмеридиональных зон, западные из которых наложены на докембрийскую континентальную основу, а восточные — на океаническую кору доверхнепермского возраста. Мелководные кембрийские известняки известны в западной зоне, по восточной окраине которого в девоне заложился вулканический пояс. Карбон и пермь представлены известняками и вулканитами. Восточные зоны сложены мощными толщами терригенно-туфогенно-кремнистых геосинклинальных отложений триаса и юры. Среди наиболее важных известны месторождения руд олова, золота, свинца, цинка, ртути.
Корякская складчатая область делится на складчатые системы очень сложного чешуйчато-надвижного и покровного строения. Разрез в западных зонах представлен толщей геосинклинальными кремнисто-вулканогенными и карбонатно-терригенными (ордовик — аптский ярус мела) горных пород, несогласно перекрытых молассовым комплексом морских и континентальных отложений. Все палеозойские и мезозойские прогибы закладывались на коре океанического типа, представленной офиолитами.
Западно-Камчатская складчатая система является теригенным геосинклинальным комплексом верхнего мела, который наложился на гранит-гнейсовый и сланцево-базитовый фундамент, а после складчатости оказался перекрытым палеоген-неогеновыми породами. В Центрально- и Восточно-Камчатской-Олюторской системах комплекс верхнего мела наращивается вулканогенно-осадочной толщей палеогена. В позднем плиоцене — раннем плейстоцене в Центральной зоне сформировались крупные щитовые базальтовые вулканы. Восточная зона характеризуется наложенным современным вулканизмом (28 действующих вулканов), приуроченным к молодым грабеноподобным структурам.
Курильская островная дуга, состоящая из Большой и Малой гряд, насчитывает 39 действующих вулканов, и составлена меловыми и четвертичными вулканогено-осадочными и вулканогенными образованиями. Дуга раздроблена системой молодых поперечных грабенов, а перед её фронтом, как и перед Восточной Камчаткой, располагается глубоководный жёлоб.
Сахалинская кайнозойская складчатая область разделяется на Восточную и Западную зоны, разделенные Центрально-Сахалинским грабеном. С Северо-Сахалинской впадиной связаны месторождения нефти и газа, а к горных породам среднего миоцена на острове приурочены залежи каменного угля.